# الصيفي
منطقة الصيفي هي منطقة في مدينة بيروت العاصمة اللبنانية. تقع على تخوم وسط المدينة لجهة الشمال الشرقي. حافظت على طابعها التقليدي اللبناني. أعيد بناؤها وترميمها بعد ما أصبها من خراب جراء الحرب الأهلية اللبنانية.